# Auto-justice
 (juillet 2011).
Si vous disposez d'ouvrages ou d'articles de référence ou si vous connaissez des sites web de qualité traitant du thème abordé ici, merci de compléter l'article en donnant les références utiles à sa vérifiabilité et en les liant à la section « Notes et références ».

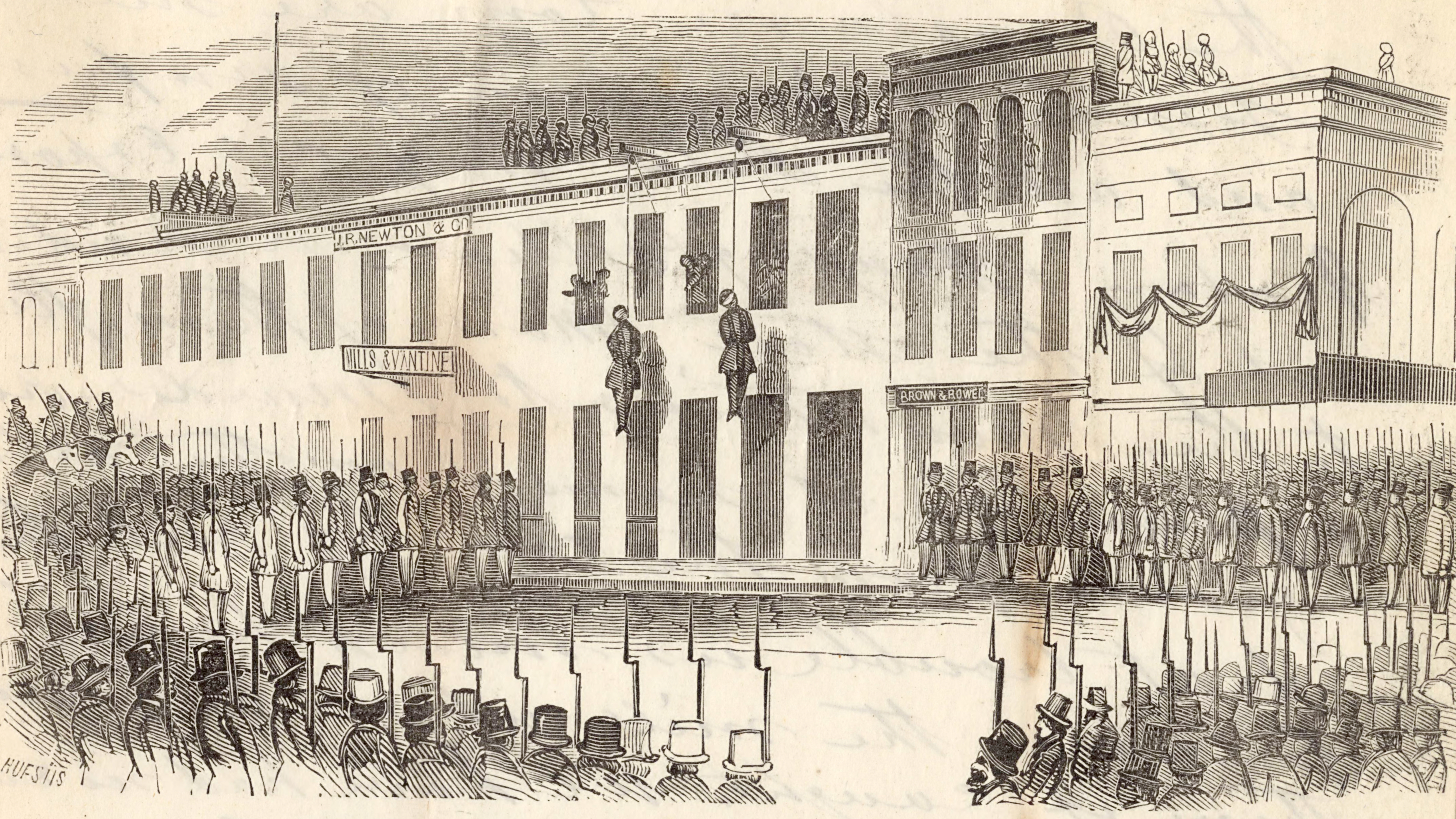
Exécution de James P. Casey et de Charles Cora par le Comité de vigilance de San Francisco, en Californie (1856).

L’auto-justice ou vigilantisme, est le fait de faire exercer la loi ou un code moral particulier (généralement collectif) de manière violente, secrète et en dehors de toute procédure judiciaire légale,.
Quelqu'un qui agit de cette manière est appelé auto-justicier ou justicier, voire vigilante (anglicisme dérivé du nom latin Vigiles Urbani, donné aux veilleurs de nuit de la Rome antique qui étaient chargés de combattre le feu et arrêter les esclaves en fuite et les mendiants).
Dans la société occidentale moderne, le terme est fréquemment appliqué aux citoyens qui « exécutent la loi de leurs propres mains » quand ils pensent que les actions de l'autorité légale sont insuffisantes. Un regroupement d'auto-justiciers peut donner lieu à la création d'un groupe d'autodéfense, appuyé ou non par le gouvernement.
Le vigilantisme est condamné par la loi quand il donne lieu à un comportement criminel. Dans certains cas, la volonté d'imposer les valeurs d'un groupe à tous les individus de la société peut mener à des groupes de haine ou des organisations comme la Sombra Negra. Aux États-Unis au début de XIXe siècle, l'auto-justice prit la forme de lynchages.

## Origine
Le terme prend son origine dans les Vigilance Comittees apparus au début du XIXe siècle aux États-Unis. Le terme est directement emprunté à l'espagnol vigilantes. Il possède dès lors plusieurs acceptions et les autojusticiers sont autant portés au maintien de l'ordre qu'à la défense du territoire américain contre les intrusions étrangères à l'ouest, avant de devenir une marque du Sud antiabolitionniste. Il existe par la suite des comités semblables du côté abolitionniste pour lutter contre les chasseurs d'esclaves.

## Cadre légal
L'auto-justice étant le fait de se substituer à la justice d'État, il convient de définir au préalable en quoi consiste la justice d'État. Cela peut varier selon les pays.
Une action de justice est décomposable en trois parties :
- une partie enquête pour rechercher les éléments concernant le préjudice ou la faute (voir aussi police judiciaire) ;
- un procès, déterminer le responsable du préjudice ou de la faute, ainsi que la nature exacte et l'ampleur du préjudice ou de la faute ;
- l'exécution de la peine si le coupable est déterminé et condamné.

Selon les pays, les étapes de la justice peuvent être du ressort de l'État — service public — ou bien de la victime ou de son entourage, qui peut s'appuyer le cas échéant sur des détectives privés ou des avocats.
La peine est un acte qui est en soi une atteinte à la liberté individuelle. Elle ne peut donc être exécutée que par un service de l'État.

## Exemples d'auto-justiciers

### Allemagne
Marianne Bachmeier est une femme allemande devenue célèbre dans son pays après avoir, en 1981, tiré sur et tué le meurtrier de sa fille, dans un acte d'auto-justice, dans le tribunal où il était jugé.

### États-Unis
Dans le contexte des guerres indiennes, des « comités de défense » se livrent au pillage systématique des établissements et campements indiens et au lynchage de tout Indien qui venait à se trouver sur la route des colons.
Dans le Kansas des années 1850, l'« Association contre le vol des chevaux » lynche toute personne surprise sur un cheval ne lui appartenant pas.
Dans les États sudistes, des groupes de vigilantes se constituent afin de prévenir les révoltes d'esclaves.
En 1863, après un procès long et coûteux contre un chercheur d'or ayant rejoint un groupe de desperados dans le Montana, un groupe de notables de Virginia City se donne pour mission d'éradiquer les coupeurs de chemin. Dans le contexte de la conquête de l'Ouest qui rend la justice incertaine, ce groupe de justiciers, durant deux ans, arrête, juge et exécute entre 15 et 35 individus. Leur succès a été assuré par la publication d'un livre de Thomas J. Dimsdale, le premier livre imprimé dans le Montana : The Vigilantes of Montana.
Du 20 mars au 15 avril 1882, Wyatt Earp et Doc Holliday traquent et tuent quatre cowboys dits responsables de la mort de Morgan Earp, ce qui sera connu plus tard sous le nom de Chevauchée de la vengeance de Earp.
À la fin des années 1800, un groupe d'auto-justiciers appelés « étrangleurs » lynchent environ 60 voleurs de chevaux et de bétail au sud-ouest du Dakota du Nord le long du Petit Missouri.
En raison de la crise économique qui frappe les États-Unis à partir de 1873, les vagabonds sont de plus en plus nombreux et sont persécutés par les groupes de vigilantes organisés par les plus fortunés. Le vice-président de la Pennsylvania Railroad Alexander Cassat organise sa propre milice pour chasser tous les vagabonds de l’État.
Gary Plauché est un Américain connu pour le meurtre en auto-justice, en 1984, de Jeff Doucet, un homme qui avait kidnappé et agressé sexuellement son fils Jody. Le meurtre de Doucet par Plauché fut filmé en direct par une équipe de télévision locale.

### Chasse aux pédophiles aux Pays-Bas
En 2020, à la suite d'une émission de télévision mettant en exergue l'étendue du problème de pédophilie dans le pays, des personnes décident un peu partout dans le pays de « passer à l'acte ». Elle tendent des pièges en cherchant à attirer via internet des adultes en se faisant passer pour des enfants disposés à avoir des rapports sexuels. Elles donnent alors rendez-vous à l'adulte pour ensuite, dans certains cas le molester, dans d'autres le dénoncer à la police. Elles se donnent en outre le droit de détruire sa réputation en contactant son employeur, son club de sport, sa famille. Plusieurs personnes sont mortes des suites de cette pratique. Les auto-justiciers disent le faire pour le bien public, sur la base du constat que la police n'est ni assez nombreuse ni assez disponible pour réduire les risques courus par les enfants face aux prédateurs sexuels. Un total de 250 incidents en lien avec le phénomène sont recensés en 2020 après la diffusion du reportage.

### Crime d'honneur, notamment au Proche et Moyen-Orient
En Jordanie, une enquête menée auprès d'adolescents de la capitale souligne que « quasiment la moitié des garçons et une fille sur cinq pensent que tuer une fille, une sœur ou une épouse qui a déshonoré ou fait honte à la famille est justifié ». Si dans ces pays se faire justice soi-même en tuant quelqu'un est considéré comme un crime, il semble que la justice soit très souvent clémente. La bande dessinée L'arabe du futur fait mention de la même clémence en Syrie vis-à-vis de ce qui est qualifié de « crime d'honneur » dans les années 90. En 2013, selon la Commission nationale des droits de l’Homme, ce sont près de 1 000 femmes ou adolescentes qui ont été tuées sous prétexte d’avoir déshonoré leur famille, le plus souvent en toute impunité. Ce sont donc presque exclusivement des féminicides.
À côté du meurtre, le vitriolage est une autre forme d'auto-justice qualifiée de crime d'honneur.

### Brésil
En avril 1991, José Vicente Anunciação assassine un collègue de travail lors d'une bataille au couteau entre gens ivres à Salvador de Bahia, au Brésil. Les témoins du crime ne peuvent pas en fournir la preuve au tribunal. Anunciação est libéré puis est tiré de son lit la nuit par une bande de 40 personnes qui le battent à mort avec des briques et des bâtons. Auparavant, une foule de 1 500 personnes avait attaqué et incendié la prison de Paraná où Valdecir Ferreira et Altair Gomes étaient détenus pour le meurtre d'un chauffeur de taxi.

### Afrique du Sud
L'organisation citoyenne People Against Gangsterism and Drugs (PAGAD) lutte contre les trafics de drogue et les gangs en Afrique du Sud.

### Haïti
Le mouvement «Bwa Kale» qui débute le 24 avril 2023 consiste à lyncher tout présumé chef de gang ou bandit qui sème la terreur au sein de la population. Le lundi 24 avril 2023, plus d’une dizaine de malfrats furent brûlés vif au Canapé-Vert ( Quartier de Port-au-Prince). Ce mouvement va continuer dans tout le pays et dura environ deux mois. Plus d’une centaine de malfrats appartenant à des groupes de gang furent brûlés vif par la population.

## Dans la fiction

### Super-héros et auto-justice
Les super-héros ont pour vocation de protéger le reste de la population des criminels. Mais cela peut les amener à violer un grand nombre de lois. La police est souvent méfiante à leur égard, d'autant qu'ils refusent entre autres de donner leur identité aux autorités (dans la série Civil War, les États-Unis votent une loi assimilant tout justicier cachant son identité aux autorités à un criminel).
Les comportements des super-héros sont assez variés. Certains n'ont aucun comportement criminel, tel Superman. Spider-Man abandonne les criminels à la police après les avoir immobilisés, avec aussi peu de blessures que possible. Daredevil est dans la bande dessinée un justicier remettant les criminels à la police. Dans le film, il est bien plus violent, n'hésitant pas à laisser mourir des criminels dont ses super-pouvoirs lui ont prouvé qu'ils étaient coupables alors que la justice n'a pu les condamner. Le Punisher est en revanche un exemple d'auto-justicier dans la version la plus contestable. Il n'hésite pas à tirer pour tuer sans être en état de légitime défense, et les super-héros ont des relations assez ambiguës avec lui : Captain America et Luke Cage désapprouvent les méthodes du Punisher, mais n'ont jamais cherché à le faire arrêter. Daredevil et Spider-Man au contraire l'ont combattu pour tenter de le remettre à la justice. Toutefois dans des films comme Avengers : L'Ère d'Ultron, Captain America, Thor et Iron-Man n'hésitent pas à tuer leurs ennemis en grand nombre.
En règle générale, les héros ont pour règle de ne pas tuer. Cela fait de personnages comme le Punisher des marginaux qui ne peuvent être vraiment qualifiés de héros, mais plutôt d'antihéros. On notera également que le Punisher évolue dans un univers où la justice d'État est imparfaite. Le Punisher exécute ainsi — entre autres — des criminels qui ont été acquittés faute de preuve, sur un vice de procédure ou du fait de la corruption d'un représentant de la loi, une problématique à laquelle les autres super-héros sont moins souvent exposés (le criminel déposé au commissariat par Spiderman sera effectivement arrêté, jugé et verra sa peine appliquée).

#### Détail du cas de Batman
Batman a selon les époques et les scénaristes été plus ou moins sombre et ses relations avec la police ont également varié.
La trilogie de films de Christopher Nolan illustre assez bien les limites que Batman doit respecter. Dans Batman Begins, il ne tue pas, mais se montre légèrement ambigu en abandonnant Ra's Al Ghul dans un véhicule sur le point de s'écraser.
Dans The Dark Knight : Le Chevalier noir, cette question prend encore plus d'importance. Batman désapprouve les « imitateurs », c'est-à-dire les auto-justiciers apparus à sa suite, mais qui contrairement à lui utilisent des armes potentiellement mortelles. À la fin du film, Batman neutralise le Joker sans le tuer, alors que ce dernier l'avait poussé à bout. En effet, son duel contre le Joker est en partie moral, et Batman aurait partiellement capitulé s'il avait tué au lieu de livrer le Joker à la justice.
De plus, dans ce film, le Joker réclame que Batman se livre aux autorités, en échange de quoi il cessera ses attaques meurtrières contre la police et la justice. Le procureur Harvey Dent s'oppose à ce que la ville exige l'arrêt des actions de Batman : en effet, selon lui, d'une part les autorités n'ont pas à céder à un chantage d'un terroriste, d'autre part si les actions de Batman pourraient lui valoir d'être inculpé, il n'y a pas lieu pour la justice de s'en prendre à lui tant que les criminels qu'il combat sont le problème principal de la ville.

### Cinéma
- M le maudit (1931) présente un cas un peu spécial : c'est la pègre qui joue exceptionnellement le rôle d'auto-justice, parce qu'elle est gênée dans ses activités par la traque du tueur d'enfants. Mais une fois qu'ils ont mis la main sur le tueur, les justiciers occasionnels envisagent la peine de mort au terme d'un semblant de procès expéditif qu'ils organisent eux-mêmes.
- Batman (1943), Batman et Robin (1949), Batman (1966), Batman (1989), Batman, le défi (1992), Batman Forever (1995), Batman & Robin (1997), Batman Begins (2005), The Dark Knight : Le Chevalier noir (2008), The Dark Knight Rises (2012)
- Un témoin dans la ville (1959)
- L'Inspecteur Harry (1971) et ses suites, le policier Harry Callahan y agit souvent en dehors de la loi
- Les Nuits rouges de Harlem et Shaft (1971 et 2000)
- La Loi du milieu (1971)
- La Dernière Maison sur la gauche (The Last House on the Left) (1972) et son remake (2009)
- Un justicier dans la ville (1974), ses suites et son remake
- Les Quatre de l'apocalypse (1975)
- Taxi Driver (1976)
- Rolling Thunder (1977)
- Mad Max (1979)
- Le Droit de tuer (1980)
- Class 1984 (1982)
- Tchao Pantin (1983)
- Vigilante (1983)
- Exterminator 2 (1984)
- Carne (1991) et sa suite Seul contre tous (1998)
- Punisher (1989), The Punisher (2004), Punisher : Zone de guerre (Punisher: War Zone) (2008)
- 187 code meurtre (1997)
- Payback (1999)
- Les Anges de Boston (1999)
- Spider-Man (2002), Spider-Man 2 (2004), Spider-Man 3 (2007)
- Daredevil (2003)
- 5150 rue des Ormes (2009)
- Man on Fire (2004)
- 8 millimètres
- Sin City (2005)
- V pour Vendetta (2006)
- Death Sentence (2007)
- A vif (2007)
- Taken (2008)
- Watchmen : Les Gardiens (2009)
- Harry Brown (2009)
- Que justice soit faite (2009)
- Kick-Ass (2010)
- Les Sept Jours du talion (2010)
- Hobo with a Shotgun (2010)
- Assaut sur Wall Street (2013)
- Equalizer (2014)
- Aftermath (2017)
- Pas de pardon (2018)

Les films de rape and revenge en général :
- La Source d'Ingmar Bergman (1960)
- La Dernière Maison sur la gauche de Wes Craven (1972) et son remake La Dernière Maison sur la gauche (2009)
- Irréversible de Gaspar Noé (2002)

### Séries télévisées
- Arrow
- Dexter - Dexter Morgan, le protagoniste de la série télévisée Dexter tue en premier lieu pour assouvir une pulsion, mais choisit ses victimes parmi les criminels ayant échappé à la justice.
- Smallville : le concept d'auto-justice est prépondérant à partir de la septième saison.
- Equalizer
- Daredevil
- La Vengeance aux yeux clairs (2016)
- Le Clown Max Zander était policier avant de devenir le Clown un justicier.

### Jeux vidéo
- Renegade (1986)
- Double Dragon (1987)
- Vigilante (1988)
- Street Gangs (1989)
- Final Fight (1990)
- Streets of Rage (1991)
- Interstate '76 (1997)
- Interstate '82 (1999)
- Vigilante 8 (1998 aux États-Unis)
- Vigilante 8 : Second Offense (1999-2000, selon les consoles)
- Max Payne (2002)
- The Punisher (2005)
- Tales of Vesperia (2008)
- Watch Dogs (2014)
- Hotline Miami 2 (2015)

### Comics
Dans les comics américains :
- Watchmen, une bande dessinée mettant en scène un groupe de justiciers, où l'auto-justice et les sentiments ressentis par chacun des héros (ou anti-héros) ont une place importante.
- le personnage du Punisher de l’éditeur Marvel Comics, un vigilant qui combat le crime organisé.

### Mangas
Dans les mangas japonais :
- Vigilante – My Hero Academia Illegals
- Light - Death Note

### Chanson
- Vigilante Man (en) (1940), chanson de Woody Guthrie.

### Ressource radiophonique
- Sylvain Bourmeau, « Les justiciers ou la haine de la justice » [audio], émission La Suite dans les idées (41 min), France Culture, 29 mai 2021.